# Kempynus citrinus
Kempynus citrinus är en insektsart som först beskrevs av Robert McLachlan 1873.
Kempynus citrinus ingår i släktet Kempynus och familjen vattenrovsländor. Inga underarter finns listade i Catalogue of Life.